# 메쎄이상
메쎄이상(Messe ESang Co. Ltd.)은 대한민국의 전시 운영 기업이다. 본사는 서울특별시 마포구 월드컵북로58길 9 ES타워에 위치해 있으며 대표이사는 조원표이다.
 경향하우징페어을 주최한다.

## 상장
2023년 3월 SK증권 제7호 스팩과의 합병을 통해 증시에 상장했다

## 참고문헌
1. ↑  IR메쎄이상 회사소개, 2023년 6월 9일
2. ↑  메쎄이상 11월 인도 뉴델리서 '대한민국산업전' 개최 외, 이데일리, 2024년 1월 26일
3. ↑  인도 노크하는 메쎄이상 “전시회는 미래 성장 산업”, 아시아경제, 2023년 7월 24일
4. ↑  이종도, 메쎄이상, 인테리어 박람회 ‘서울경향하우징페어’ 11월 2일부터 학여울 세텍에서 개최, 이투뉴스, 2023.10.13
5. ↑  나승두, SK증권 리서치센터 기업분석보고서-메쎄이상, 2023-12-13